# Gula (mitología)

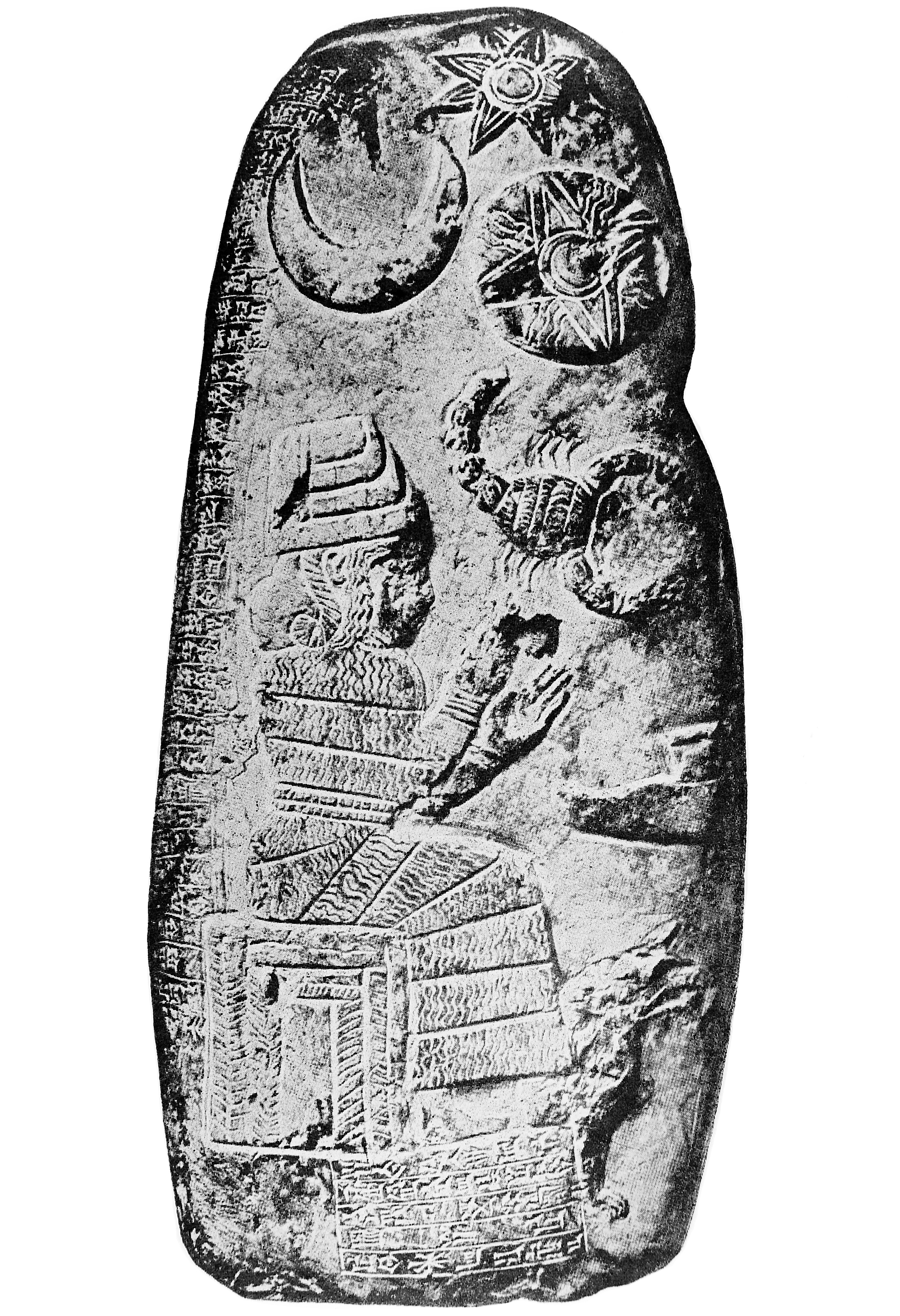
Bajorrelieve de un kudurru representando a Gula con su perro.

Gula, Nintinuga, Nin-Karrak, Nin Ezen, Ga-tum-dug o Nm-din-dug, pudiéndose traducir como "la Gran Señora" o "la Señora que restaura la vida", en la mitología acadia y babilónica, es la diosa de la sanación y consorte de Ninurta. 
Su animal simbólico sería el perro sagrado, que se le representaba a su lado y actuaría como mensajero y elemento que evocaría la sanación. También era conocida como "la Gran Madre", "Madre Gula" o "Señora de la Vida".

## Características
Tendría las mismas características que la diosa Baba, aunque parece que las dos, fueron originalmente independientes. El nombre de Baba es más frecuente en el período más antiguo y da paso en la período posterior a Hammurabi, a Gula. 
Dado que es probable que el dios de la guerra, Ninib (Ninurta), hubiera absorbido los cultos de deidades menores del sol, los dos nombres pueden representar consortes de dioses diferentes. Como quiera que sea, las cualidades de ambas son iguales y las dos producen designaciones sinónimas como esposas de Ninib. En Isin, donde tuvo su principal centro de culto, el recinto del templo sagrado de E-galmaj se la asignaba como consorte a Pabilsag, señor de la ciudad. Tuvo siete hijos, de los que destacan Damu, dios de la sanación y la reencarnación, adorado en Isin y Ninazu, dios de la sanación y el inframundo. 
Después del Diluvio universal, Gula ayudó a volver a dar un "aliento de vida" a la humanidad. Esta designación también hace hincapié en el rasgo principal de las dos diosas, el de sanadoras (o con funciones de médico). A menudo se la denomina "la gran médico" y, por consiguiente, juega un papel especialmente destacado en los rituales y conjuros destinados a aliviar los sufrimientos de las enfermedades. Sin embargo, también era invocada para maldecir a aquellos que pisoteaban los derechos de los gobernantes o a los que obraban mal con venenos. 
Lo mismo que en el caso de Ninib, el culto a la diosa ocupa un lugar destacado en Umma, Shirgulla y Nippur. Aunque generalmente está estrechamente relacionada con su esposo, también es invocada por sí misma, por lo que conserva más independencia que la mayoría de las diosas de Babilonia y Asiria. También es mencionada en cartas de oraciones y en himnos, e invocada a veces en tratados y códigos de leyes.
Como protectora de las fronteras, aparece en lugar destacado en las estelas de piedra que delimitan los terrenos o kudurrus  babilónicos, siendo representada por una estatua, cuando otros dioses y diosas son descritos solo por sus santuarios, animales sagrados o armas. En el período neobabilónico su culto seguía ocupando un lugar destacado y Nabucodonosor II menciona no menos de tres capillas o santuarios en el interior de los recintos sagrados del E-zida en la ciudad de Borsippa, además de un templo en su honor en Babilonia.